# Mijaíl Mijáilov
Mijaíl Aleksándrovich Mijáilov (nació el 17 de mayo de 1971 en Zlatoust, Rusia) es un exjugador de baloncesto profesional ruso que jugaba en la posición de pívot.

## Clubes
- 1993-94 Liga de Rusia. Sveytana San Petersburgo. Rusia
- 1994-96 ACB. Estudiantes. España
- 1996-98 ACB. Real Madrid. España
- 1998-99 HEBA. GRE. Aris Salónica.  Grecia
- 1999-00 ACB. Real Madrid. España
- 2000-02 Liga de Rusia. Ural Great Perm. Rusia
- 2002-03 LEGA. ITA. Snaidero Udine. Italia
- 2003-04 ACB. Caja San Fernando. España
- 2004-05 Liga de Rusia. Ural Great Perm. Rusia
- 2005-06 Liga España. 1ª Nacional. CB Illescas.  España

## Palmarés a nivel clubes
- 1996-97 ACB. Real Madrid. Subcampeón.
- 1996-97 Recopa de Europa. Real Madrid.  Campeón.
- 1999-00 ACB. Real Madrid. Campeón.
- 2000-01 y 2001-02 Liga de Rusia. Ural Great Perm. Campeón.
- 2000-01 NEBL. Ural Great Perm. Campeón.
- 2005-06 1ªNacional España. CB Illescas. (enero - fin de temporada). Campeón.

## Entrenador
Ha entrenado a diversos equipos de Rusia. En noviembre de 2010 es cesado del equipo  Krasnye Krylia Samara